# Bliz
Bliz, poi Bliz Enigmistica e, dal 1981, Albo Bliz, è stato un settimanale a fumetti pubblicato dalla Editrice Universo dal 1977 al 1981 per oltre 200 numeri.

## Storia editoriale
Le serie esordì nel 1977 e venne pubblicata con alcuni cambi di testata fino al 1981; nel 1979 la testata divenne Bliz Enigmistica e, nel 1981, si fuse con un'altra testata dello stesso editore, Albo TV, e la testata divenne Albo Bliz. Vennero pubblicati 225 numeri in cinque anni fino al 1981. Vi collaborarono anche noti autori di fumetti italiani e spagnoli che realizzarono sia storie seriali con personaggi fissi che storie libere; fra gli autori delle sceneggiature figurano nomi come Graziano e Claudio Cicogna, Giovanni Borraccino, Antonino Musso, Alfredo Rossi, Silverio Pisu, Angelo Saccarello e disegnatori come Luis Avila, Bemet, Jordi Bernet, Jesús Blasco, Juan Boix, Eduard Bosch, Andrea Bresciani, Oscar Carovini, Fabio Civitelli, Ferdinando Corbella, Mario Cubbino, Gaspare De Fiore, Alberto Del Mestre, Luca Dell'Uomo, Stefano Di Vitto, Giovanni Freghieri, Alberto Galiva, Leonardo Gagliano, Romano Mangiarano, Piero e Paolo Montecchi Sergio Montipò, Italo Peratello, Claudio Petrucci, Corrado Roi, Giancarlo Tenenti, Simone Ugolini, Guido Zamperoni.